# 林明興
林明興（？—17世紀），本名林明順，字孝臣，福建漳州府海澄縣人，明朝、南明政治人物。

## 生平
林明興是崇禎十二年（1639年）己卯科舉人，次年（1640年）联捷進士，歷任廣東翁源縣、增城縣、東莞縣知縣，打敗攻城的博羅歐陽洞盜，釋放被虜人民二百五十多人；到崇禎十七年（1644年）七月，流寇在逕口搶劫，他與指揮同知周之錡一同剿滅。不久周之錡墜馬身亡，林明興進入賊人山寨勸諭，三天後民眾拿出金錢贖回他，但賊人早已把他釋放，他用贖金在當地修建學宮，陞任貴州道監察御史。
弘光年間，林明興和陳天定同主廣西鄉試，之後在漳州的桃林隱居，稱病推辭御史霍達的推薦，到六十七歲時去世。

## 引用
1. 1 2  錢海岳《南明史·卷四十四·列傳第二十》：明興，本名明順，字孝臣，海澄人。崇禎十三年進士。歷翁源、增城、東莞知縣。博羅歐陽洞盜攻城，城守經旬，以勁旅挫其鋒，釋被虜男婦二百五十餘人。十七年七月，盜劫逕口，與指揮同知周之錡剿之。
2. ↑  乾隆《海澄縣志·卷八·人物 選舉》：崇禎十二年己卯鍾垣榜（舉人）……林明順 五都人，第七人，庚辰進士
3. ↑  錢海岳《南明史·卷四十四·列傳第二十》：弘光時……，（陳天定）與林明興同主廣西鄉試。……之錡失律走死，明興躬入賊壘諭之，留三日，民爭輸金往，而賊已聽命送歸，乃以金修學宮。陞貴州道御史。
4. ↑  乾隆《海澄縣志·卷十二·人物傳》：……鼎革，（林明順）隱郡北桃林，杜門教子，不入城市。御史霍達特薦，稱疾不應，卒年六十七。